# Schnapszahl
Eine Schnapszahl ([ˈʃnapsˌt͡saːl] ) ist eine mehrstellige natürliche Zahl, die ausschließlich durch identische Ziffern dargestellt wird. In der Mathematik werden diese Zahlen auch als Repdigit, englisch für repeated digits, deutsch wiederholte Ziffern, bezeichnet.

## Beispiele
Beispiele für Schnapszahlen sind:
- 11
- 888
- 3333

Alle Schnapszahlen sind auch Zahlenpalindrome.

## Definition
Schnapszahlen sind von der Form
{\displaystyle d\sum _{k=0}^{n-1}b^{k}=d{\frac {b^{n}-1}{b-1}}},
wobei {\displaystyle d} die benutzte Ziffer, {\displaystyle n\geq 2} die Anzahl der Stellen und {\displaystyle b} die verwendete Basis ist.

## Ursprung der Bezeichnung
Die Bezeichnung leitet sich von Spielen mit mehreren Teilnehmern ab, bei denen sich der Verlauf als Ergebnis einer mitprotokollierten Addition manifestiert. Erreicht der Gesamtpunktestand eines der Spieler eine Schnapszahl, sind je nach bestehenden Spielregeln oder mündlichen Vereinbarungen möglicherweise Freigetränke – zum Beispiel ein Schnaps – für die Mitspieler fällig.
Eine andere Deutung bezieht sich auf die Tatsache, dass nach übermäßigem Alkoholkonsum doppeltes Sehen auftreten kann, wodurch aus einer 2 eine 22 oder aus einer 33 eine 333 oder eine 3333 werden kann.

## Verwendung von Schnapszahlen
Neben der oben genannten Verwendung bei Trinkspielen gibt es weitere Bereiche, bei denen Schnapszahlen eine besondere Rolle spielen:
Da die Gleichheit der Ziffern willkürlich von der gewählten Zahlenbasis (hier im Beispiel dezimal) abhängt, handelt es sich um eine milde Form der Zahlenmagie. Eine besondere Bedeutung kommt der Schnapszahl 666 zu, die in der Offenbarung des Johannes als Zahl des Tieres bezeichnet wird. Sie wird besonders im Umfeld des Heavy Metal verwendet, beispielsweise im Lied The Number of the Beast von Iron Maiden.
In der Mathematik spielen die Repdigits im Dualsystem eine wichtige Rolle (siehe auch Mersenne-Primzahl). In diesem Stellenwertsystem können Repdigits nur aus der Ziffer 1 bestehen und tragen daher die Bezeichnung Repunit (repeated unit = wiederholte Einheit). Unabhängig vom verwendeten Stellenwertsystem gilt, dass unter den Repdigits nur die Repunits mit einer primen Anzahl von Ziffern Primzahlen sein können, alle anderen Repdigit-Zahlen sind zusammengesetzt.

## Abweichende Bedeutung
Abweichend von der obigen Definition werden auch achsensymmetrische Ziffernfolgen vereinzelt als Schnapszahlen bezeichnet. Es sind dann Zahlenpalindrome, zum Beispiel:
- 121
- 404
- 9889
- 10001

Zahlen, die auf dem Kopf stehend (per Drehung in der Zeichenebene um den Mittelpunkt) den gleichen Wert haben, werden vereinzelt als Schnapszahlen bezeichnet, zum Beispiel:
- 69
- 609
- 9886